# 水果湖隧道
水果湖隧道是位于中国大陆湖北省武汉市的一条湖底公路隧道，跨越于武汉沙湖与武汉东湖之间。隧道总长度1.735千米，设计有双向4车道。該隧道於2011年單邊試通車。